# لوشودسید
لوشودسید نام زبانی از زنجیره گویشی زبان‌های قبیله ای سرخ‌پوستی سالیش است.
این زبان به‌طور کامل با زبان‌شناس وی هیلبرت (فوت:۲۰۰۸) مکتوب شد و وی آخرین شخصی بود که به این زبان تسلط داشت.

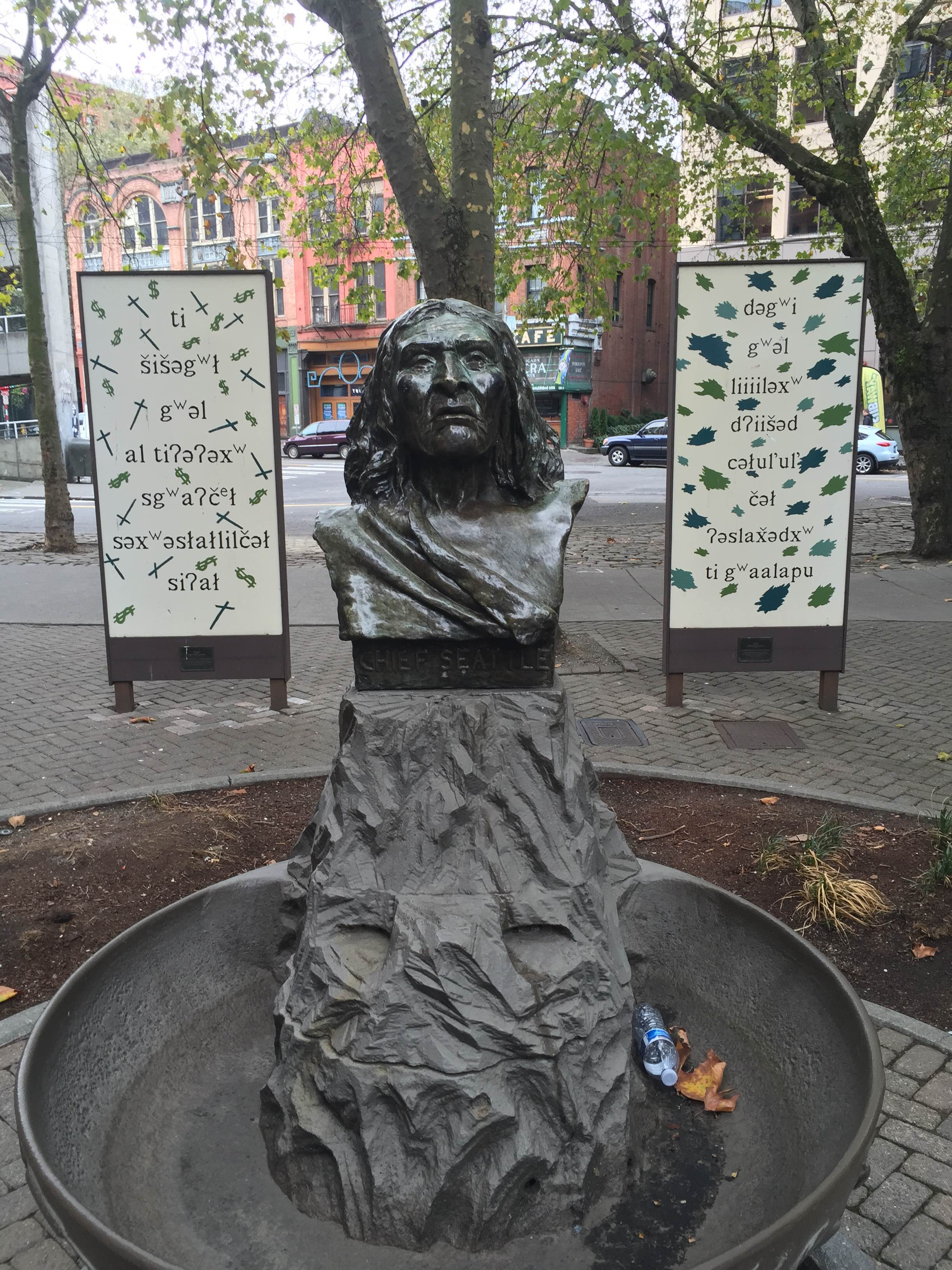
مجسمه‌ای در سیاتل از سرخپوستی: ti šišəgʷł gʷəl al tiʔəʔəxʷ sgʷaʔčəł səxʷəsłałlilčəł siʔał dəgʷi gʷəl liiiiləxʷ dʔiišəd cəłul’ul’ cəł ʔəslax̌ədxʷ ti gʷaalapu